# Irmgard Biernath
Irmgard Biernath (* 8. Dezember 1905 in Waldheim; † 10. August 1998 in Mainz) war eine deutsche Bildhauerin und Kunstpädagogin mit einer Lehrerinnenausbildung.

## Leben
Biernath besuchte von 1919 bis 1922 die Volks- und Realschule Lutherschule Waldheim, danach das Oberlyzeum und legte 1926 ihre erste Lehramtsprüfung in Königsberg ab. Die zweite Lehramtsprüfung folgte 1931.
Von 1929 bis 1933 war sie Lehrerin an der Privaten Höheren Schule in Grünheide bei Berlin, wurde danach in den Staatsdienst übernommen und unterrichtete an einer Volksschule in Bernau bei Berlin. 1941 wurde sie denunziert und trat freiwillig aus dem Schuldienst aus. Von 1943 bis 1945 unterrichtete sie als Kriegseinsatz im öffentlichen Schuldienst an einer Berliner Schule.
Nach dem Krieg studierte Biernath ab 1946 an der Kunsthochschule Berlin-Weißensee bei Bernhard Heiliger, ab 1948 an der Akademie der Bildenden Künste Nürnberg, unter anderem als Meisterschülerin bei Hans Wimmer. Von 1953 bis 1971 lehrte sie Kunst an einer Mainzer Schule (Anne Frank Realschule, da auch Büste der Anne Frank) und war von 1958 bis 1964 Dozentin am Hochschulinstitut für Kunst- und Werkerziehung Mainz (später aufgegangen in der Johannes Gutenberg-Universität Mainz). Nebenberuflich unterrichtete sie an der Volkshochschule, in der sie den Bereich Kunsterziehung mit der von ihr konzipierten Kunstreihe „Formende Hände“ aufbaute und jahrzehntelang prägte.
Ihr künstlerisches Schaffen ist erst seit den 1960er Jahren vordergründig.
Biernath starb 1998 in Mainz und wurde auf dem Friedhof ihrer Geburtsstadt Waldheim bestattet. Ihr künstlerischer Nachlass befindet sich im Heimatmuseum der Stadt Waldheim. Im Jahre 1999 wurde die Irmgard-Biernath-Stiftung zur Pflege ihres künstlerischen Nachlasses und der Förderung junger Künstler aus dem Bereich Bildende Kunst gegründet. 2022 zeigte die Stadt Waldheim in einer Kabinettausstellung im Stadt- & Museumshaus Werke von ihr.

## Werke (Auswahl)

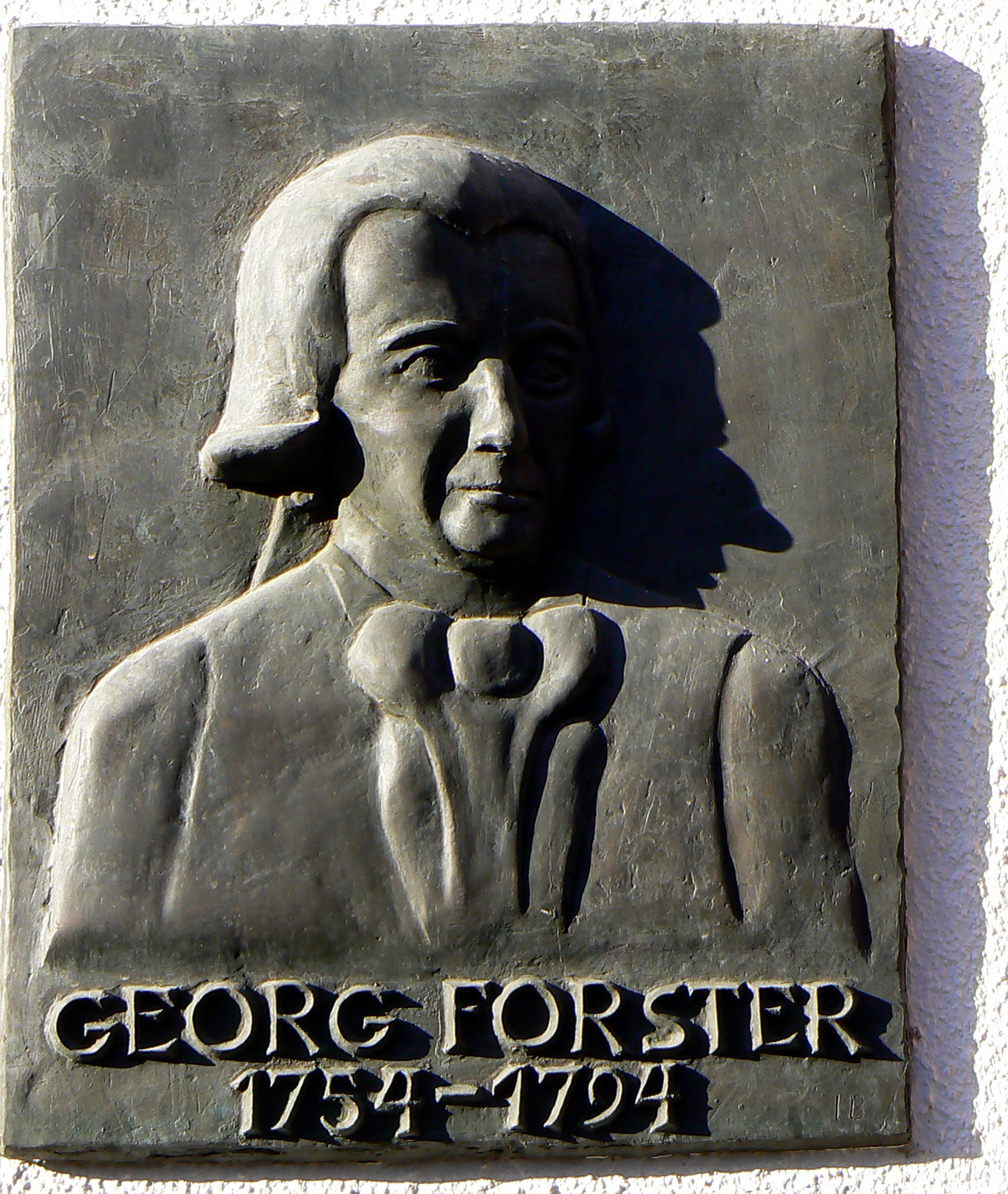
Georg Forster-Gedenktafel, Neue Universitätsstraße 5, Mainz

- Bronze: Trauernde Mutter (Institut für Rechtsmedizin, Am Pulverturm, Mainz)
- Bronze: Portraitköpfe von Anne Frank, Rudolf Frank, Anna Seghers[4]
- Relief: Georg-Forster-Gedenktafel an seinem Wohnhaus in Mainz
- Brunnenfigur: Pumpenbübchen, Waldheim

## Auszeichnungen
- 1976 Verdienstmedaille des Verdienstordens der Bundesrepublik Deutschland[5]
- 1987 Cento Maestri dell’anno (Italienischer Kunstpreis)
- 1990 Hannes-Gaab-Teller der Stadt Mainz
- 1995 Ältestes Stadtsiegel der Stadt Mainz in Bronze